# Gubeša (Lastovski kanal)
Gubeša je naseljeni otočić u hrvatskom dijelu Jadranskog mora. Nalazi se u Lastovskom kanalu, uz zapadni dio južne obale otoka Korčule, oko 270 m od njene obale. Najbliži susjedni otok je Zvirinovik, oko 200 metara zapadno. Katastarski je dio općine Blato.
Njegova površina iznosi 9595 m². Dužina obalne crte iznosi 359 m, a iz mora se uzdiže oko 8 m.